# Tomopterna tuberculosa
Tomopterna tuberculosa és una espècie de granota que viu a Angola, República Democràtica del Congo, Namíbia, Tanzània, Zàmbia, Zimbàbue i, possiblement també, a Malawi i Moçambic.
Està amenaçada d'extinció per la pèrdua del seu hàbitat natural.